# Un homme de têtes
Pour plus de détails, voir Fiche technique et Distribution.
Un homme de têtes est un film muet français à trucs réalisé par Georges Méliès, sorti en 1898.
Dans ce film fantastique, Georges Méliès utilise la technique de la réserve au noir.

## Synopsis
Un homme enlève trois fois de suite sa propre tête qui ensuite réapparaît sur ses épaules. Déposées sur des tables, les têtes coupées font la fête.

## Fiche technique
- Titre : Un homme de têtes
- Titre anglophone (États-Unis) : The Four Troublesome Heads
- Réalisation :	Georges Méliès
- Scénario : Georges Méliès
- Photographie :
- Montage : Georges Méliès
- Producteur : Georges Méliès
- Société de production : Star Film
- Société de distribution :
- Pays de production :   France
- Langue : film muet avec les intertitres en français
- Format : Noir et blanc — 35 mm — 1,33:1 — Muet
- Métrage :
- Genre : Comédie, Film fantastique, Film à trucs
- Durée : 54 secondes
- Dates de sortie :
  - France : 30 novembre 1898
  - États-Unis : 30 novembre 1898

## Distribution
- Georges Méliès : L'homme